# 보라초등학교
'보라초등학교는 대한민국 경기도 용인시 기흥구에 있는 공립 초등학교이다.

## 학교 연혁
- 1982년 7월 21일 보라국민학교 설치
- 1984년 3월 2일 신갈국민학교에서 10학급 분리 개교
- 2002년 2월 21일 상갈초등학교, 나곡초등학교 분교
- 2002년 9월 12일 보라매관 준공
- 2007년 4월 20일 학교 숲 가꾸기 사업
- 2008년 11월 13일 도서실 리모델링 공사
- 2012년 1월 10일 컴퓨터실, 음악실 리모델링 공사
- 2014년 8월 4일 교사 내부 도색작업 실시
- 2015년 2월 11일 제30회 유치원 졸업식(18명)
- 2015년 2월 13일 제30회 졸업식(30명), 누계 2,228명
- 2015년 3월 1일 제12대 김애경 교장 취임
- 2015년 3월 1일 12학급(특수 1학급 포함) 편성, 유치원 2학급 편성
- 2015년 3월 1일 경기도지정 초등 돌봄교실, 초등 교과특성화 운영, 혁신 공감학교 운영